# Winston-Salem Cycling Classic
La Winston-Salem Cycling Classic son dos competiciones de ciclismo profesionales estadounidenses, masculina y femenina, que se disputan en Winston-Salem y sus alrededores (Carolina del Norte). Forma parte de un festival de 3 días, que comienza un viernes, donde se disputan otras actividades lúdicas relacionadas con el ciclismo y carreras de exhibición, disputándose estas dos carreras profesionales el último día de dicho festival (domingo).
Desde su creación en 2014 forma parte del UCI America Tour, dentro de la categoría 1.2 y desde 2017 pasó a ser una carrera de categoría 1.1. Asimismo, desde su creación, forma parte del USA Cycling National Racing Calendar.

## Palmarés
| Año  | Ganador         | Segundo        | Tercero         |
| ---- | --------------- | -------------- | --------------- |
| 2014 | Travis McCabe   | Joseph Lewis   | Zachary Bell    |
| 2015 | Toms Skujiņš    | Jure Kocjan    | Joseph Lewis    |
| 2016 | Ryan Roth       | Eric Marcotte  | Evan Huffman    |
| 2017 | Robin Carpenter | Ryan Roth      | Bruno Langlois  |
| 2018 | Sam Bassetti    | Colin Joyce    | Fabian Lienhard |
| 2019 | Ulises Castillo | George Simpson | Luis Villalobos |

## Palmarés por países
| País           | Victorias |
| -------------- | --------- |
| Estados Unidos | 3         |
| Letonia        | 1         |
| Canadá         | 1         |
| México         | 1         |